# أوردة مشبرية
الأوردة المشبرية (بالإنجليزية: Emissary veins)‏، هي مجموعة من الأوردة التي تربط الجهاز الوريدي خارج الجمجمة بالجيوب الوريدية داخل الجمجمة. يتم تصريفها من فروة الرأس، عبر الجمجمة، إلى الأوردة السحائية الأكبر والجيوب الوريدية الجافية .
الأوردة المشبرية لها دور مهم في التبريد الانتقائي للرأس. كما أنها بمثابة طريق لانتنقال العدوى إلى تجويف الجمجمة من الأوردة خارج الجمجمة إلى الأوردة داخل الجمجمة.
هناك عدة أنواع من الأوردة المشبرية بما في ذلك الوريد اللقمي الخلفي، الخشائي، القذالي والوريد المشبري الجداري.

## البنية
هناك أيضًا أوردة مرافقة تمر عبر الثقبة البيضوية، الثقبة الوداجية، الثقبة الممزقة، ونفق تحت اللسان.

## الوظيفة
لأن الأوردة المشبرية عديمة الصمامات، فهي جزء مهم في التبريد الانتقائي للدماغ من خلال التدفق ثنائي الاتجاه لدم أكثر برودة من سطح التبخر في الرأس. بشكل عام، يكون تدفق الدم من الخارج إلى الداخل  ولكن يتغير التدفق عند زيادة الضغط داخل الجمجمة.

## الأهمية السريرية
يَعبر أحد الأوردة المشبرية البارزة وهو وريد فيزاليوس، من خلال الثقبة الوتدية المشبرية التي تقع أسفل القوس الوجني، واصلاً الضفيرة الجناحية بالجيوب الكهفية.  ويُعتبر هذا الطريق مهم جداً في انتشار العدوى حيث يمر العصب القحفي السادس والشريان السباتي الباطن عبر الجيب الكهفي، مع مرور الأعصاب القحفية الثالثة والرابعة والفرع الأول والثاني من العصب الخامس إلى جانب الجدار الجانبي للجيوب الأنفية. يمكن أن تؤدي العدوى اللاحقة أو الالتهاب في الجيوب الكهفية إلى تجلط الدم في الكهوف مما يؤدي إلى تشكل جلطة انتانية، مع ما ينتج عن ذلك من تلف في الأعصاب القحفية الموجودة بداخلها، بالإضافة إلى زيادة انتشار العدوى التي تؤدي إلى التهاب السحايا. 
يمكن أن يؤدي تمزق الوريد المشبري إلى نزيف تحت الخوذة، وهو إصابة نادرة ولكنها خطيرة غالبًا ما يُنظر إليها على أنها مضاعفات استخدام جهاز شفط الجنين.